# Budapest Pride
A Budapest Pride Közösségi Fesztivál (korábban: Leszbikus, Meleg, Biszexuális, Transznemű és Queer Film- és Kulturális Fesztivál), Budapest és egyben Magyarország legnagyobb LMBTQ fesztiválja. A fesztivál záróeseménye minden évben a Budapest Pride Felvonulás, amely fokozatosan gyarapodó tömeget mozgat meg.

## Rövid története

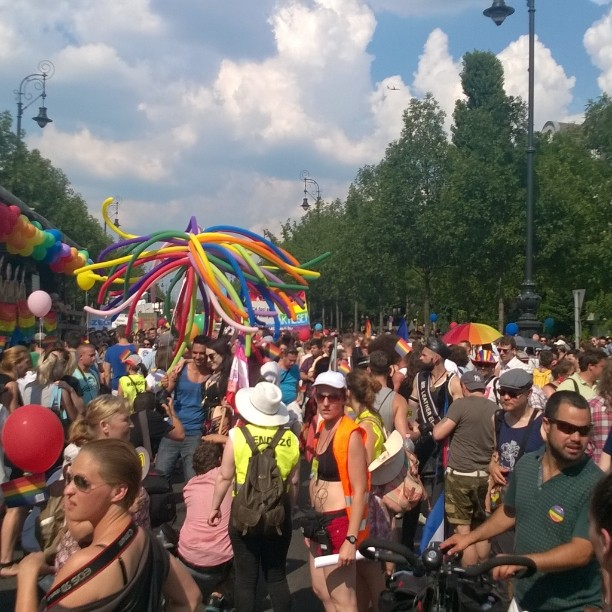
Budapest Pride Felvonulás 2016-ban az Andrássy úton

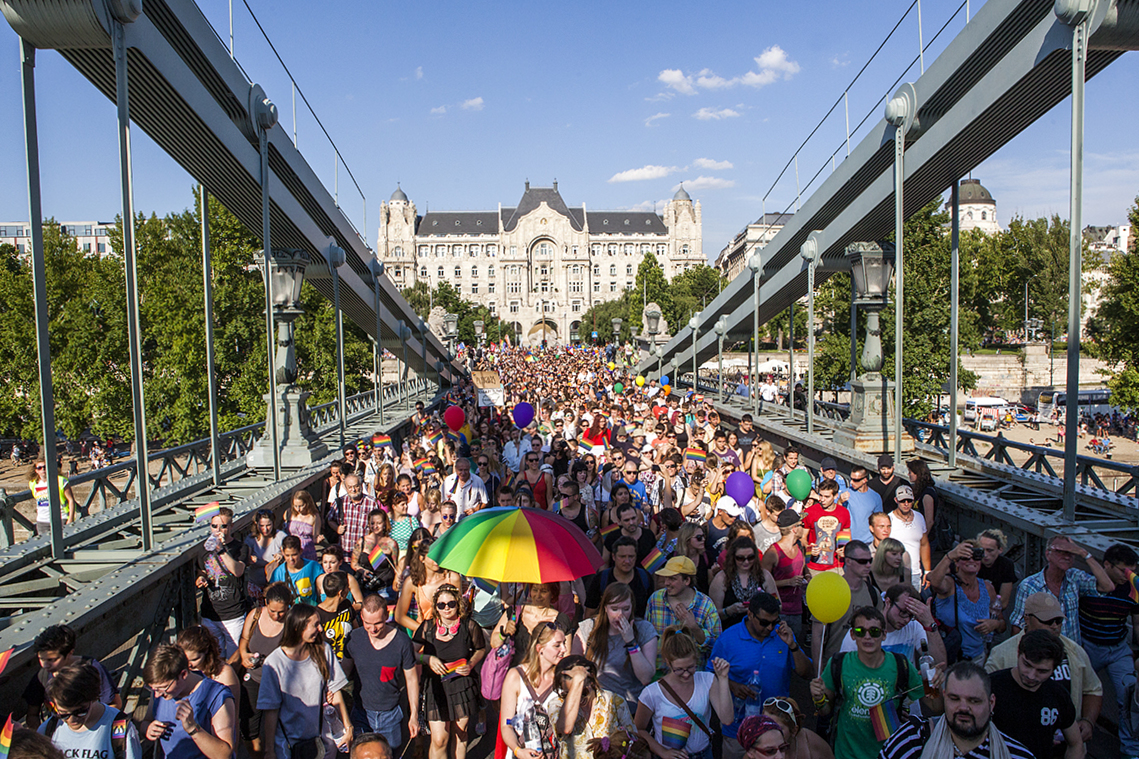
Budapest Pride Felvonulás 2015-ben a Lánchídon

A fesztiválok sora 1993-ban indult I. Magyar Meleg és Leszbikus Filmfesztivál néven. Az évek során több változatban hivatkoztak rá, például Budapesti Meleg Kulturális Fesztivál, Meleg és Leszbikus Kulturális Fesztivál, Meleg és Leszbikus Fesztivál stb. néven. A fesztiválnak többnyire kulturális intézmények adnak otthont; 2003 és 2011 között a Művész mozi, 2012-ben a Kino és az Odeon-Lloyd mozik és más intézmények. A fesztivál 1997-től június végére, július elejére esett, és csütörtöktől vasárnapig tartott. A 2009-es évben a rendezvényt szeptember elejére tették, és ekkor lett egy héten át tartó programsorozat. Kezdetben Melegbüszkeség napja, 2008-tól Meleg Méltóság Menet néven hirdették meg a szervezők. 2009 óta viseli a közismert Budapest Pride nevet és 2010-ben került vissza a nyári időszakra a fesztivál. A felvonulás kezdetben a néhány napos, később egyhetes, 2018 óta pedig az egy hónaposra bővült LMBTQ Fesztivál programsorozatba illeszkedik.
2013-ban a Budapest Pride Fesztivál és a Budapest Pride LMBTQ Filmfesztivál kettévált. Míg az előbbi hagyományosan június végére, július elejére esett, addig a filmfesztivál október végén és november elején került megrendezésre.
Azt követően, hogy 2013-ban a Prezi, az espell és a Google megalapította a Nyitottak vagyunk kezdeményezést, évente számos üzleti döntéshozó és cégvezető vesz részt a Pride-on és száll nyíltan síkra az LMBTQ+ emberek elfogadásáért. 2019-ben például 120 vállalati felsővezető, köztük olyan világmárkák, mint a BlackRock, a Citi, a Converse, a Diageo, az Eaton, a Morgan Stanley vagy a Nielsen magyarországi első embere állt ki közös nyilatkozatban a nyitottság mellett.
Az LMBTQ fesztiválnak csupán az egyik, bár bizonyára a legismertebb programja a felvonulás. Az elsőre 1997-ben került sor, még a fesztiváltól függetlenül. A két esemény 1998-ban kapcsolódott össze: ettől az évtől fogva a felvonulást mindig a fesztivál utolsó szombatján rendezik. (A felvonulást gyakran Gay Pride-ként említik, bár az angol kifejezés jelentése voltaképpen csak 'melegbüszkeség', nem a rendezvény maga.) A menet 2001-től a Felvonulási térről indult, az Andrássy úton haladt végig, az Erzsébet térről pedig vagy a Széchenyi lánchíd (2001, 2004–2005), az Erzsébet híd (2002–2003) vagy a Szabadság híd felé (2006) vette útját, de nem mindig kelt át a Dunán. 2002 és 2005 között a vonulás a Tabánban ért véget, 2011-ben és 2012-ben a felvonulás vége az Alkotmány utcában volt, a Parlamenttel szemben, majd 2013-ban az Olimpiai Parkban, 2014-ben a Városligetben.
2012-ben a Budapest Pride Felvonulás előtt egy piknik keretében zenekarok fellépései és különböző beszédek váltották egymást, ahol több civil szervezet lehetőséget kapott bemutatkozásra a Civil Faluban. Ezt 2013-ban már a felvonulás után, az Olimpiai Parkban rendezték meg, 2014-ben pedig a Városligetben.
A fesztiválok előzményének tekinthetők a félreeső helyszínekre, diszkréten szervezett Pink Piknikek (1992–1996 között, minden év szeptemberében), amelyekre többször melegbüszkeségnapként, illetve Gay Pride-ként hivatkoztak. 1997 szeptemberében az első valódi felvonulás váltotta fel.
A felvonulás és az azt megelőző fesztivál szervezését 2001 óta a Szivárvány Misszió Alapítvány fogja össze, amely egyrészt a Háttér Társaság, a Labrisz és az azóta megszűnt Lambda egy-egy képviselőjét, továbbá az alapítóktól független kurátorokat tömöríti magába. Az alapítvány bázisdemokrata elvek szerint működik, törekedve a konszenzusos döntéshozatalra. Az egyesület tevékenysége azóta egyéb, a mozgalmat és a közösséget segítő, valamint a nyilvánosságot tájékoztató projektekkel egészült ki.

## Betiltás
2025. március 18-án az Országgyűlés 136 igen és 27 nem szavazat mellett, tartózkodás nélkül, a a diszkrimináció tilalmának, a gyülekezési jognak és a személyes adatok védelméhez való jog korlátozásával, "a gyermekek védelmére hivatkozva" betiltotta a magyarországi nyilvános LMBTQ demonstrációkat és érdekérvényesítő célú rendezvényeket. Az ilyen jellegű események szervezőit, illetve az azokon megjelenő személyeket a rendőrség akár 200 ezer forintos pénzbírsággal is büntetheti és arcfelismerő szoftvert is használhat a résztvevők azonosítására. (A gyülekezési törvény módosítása az alaptörvény módosításával azonos időben, április 15-én lépett hatályba.) A Budapest Pride szervezői a közleményükben "gyermekvédelem helyett fasizmusnak" nevezték a törvényt, amit az európai parlamenti képviselők közös nyilatkozatban, valamint az ír és a belga külügyminisztériumokon túl a Magyar Helsinki Bizottság és a Társaság a Szabadságjogokért jogvédő szervezetek egyaránt elítéltek.
2025. március 19-én az Európa Tanács emberi jogi főbiztosa aggodalmát fejezte ki az előző nap elfogadott törvény kapcsán és felszólította Sulyok Tamás köztársasági elnököt annak megvétózására, aki ennek ellenére mégis aláírta.
A Publicus Intézet 2025. március 13-án a Népszavában közzétette ezer fős reprezentatív felmérését, amely szerint a magyar népesség 64 százaléka nem ért egyet a bináris társadalmi nem alaptörvényben történő rögzítésével, a Budapest Pride felvonulást országosan 56, a fővárosban élők pedig 78 százalékban támogatják.
Karácsony Gergely főpolgármester saját jogkörben, fővárosi rendezvényként hirdette meg a „Budapest Büszkeség” napját június 16-án, ami után jogászkodás is kezdetét vette, hogy számíthat e retorzióra bárki, aki szervezője vagy résztvevője a rendezvénynek; egyebek mellett Tuzson Bence igazságügyi miniszter börtönnel is fenyegette Karácsony Gergelyt a szervezésért, aki többször kritizálta a kormányt a betiltás miatt. Karácsony jogi értelmezésében egy önkormányzati rendezvényt a kormánynak nincs joga betiltani, ezért azt ígérte, hogy a Pride-ot mindenképpen megtartják. Az Európai Bizottság elnöke, Ursula von der Leyen két alkalommal kérte a magyar hatóságokat a rendezvény félelem, büntetőjogi vagy adminisztratív szankció nélküli engedélyezésére. A nemzetközi sajtó és az Európai Uniós diplomácia részéről is nagy érdeklődéssel kísért, június 28-án 15 órakor kezdődő és nagyjából 20 óráig tartó rendezvény - amely egyúttal kormánykritikus tömegtüntetéssé is vált - minden addiginál több, a szervezők szerint több mint 200 ezer embert vitt az utcára, ezzel a főváros leglátogatottabb Pride-ja lett. A rendezvényen több felszólalást is tartottak, legfőképp a szabad véleménynyilvánítás és az LMBTQ emberek alapvető jogai mellett. A szociológusok részéről utólag polgári engedetlenségként jellemzett demonstráción a hazai és külföldi politikusokon kívül többek között a Nicolae Ștefănuță, az Európai Parlament alelnöke és Greta Thunberg svéd éghajlatváltozás-aktivista is részt vett. (Előbbi a Műegyetem rakparton felállított színpadon beszédet is mondott.) A rendőrség utóbb közölte, hogy nem indít eljárást a Pride résztvevői ellen.

## A fesztiválok listája
| Sorsz.  | Időpont                             | Helyszín(ek) | Megnyitó személy                                                                                              | Mottó                                                                           | A felvonulás kezdete és útvonala | Honlap                                                         | Programok, statisztikák |
| ------- | ----------------------------------- | --- | --- | ------------------------------------------------------------------------------- | --- | -------------------------------------------------------------- | --- |
| I.      | 1993. november 26. – december 1.    | Toldi mozi | |                                                                                 | – |                                                                | |
| II/A    | 1997. június 19–22.                 | Hunnia mozi | |                                                                                 | – |                                                                | 9 egész estés film és további rövidfilmblokkok |
| II/B    | 1997. szeptember 6.                 | – | – | –                                                                               | 17.30: Capella Café–Belgrád rkp.–Dunakorzó–Vörösmarty tér–Váci u.–Capella Café. Az első magyarországi melegfelvonulás, a "futóhomok", 200–500 közötti létszámmal. |                                                                | 3 filmvetítés, 1 kerekasztal-beszélgetés, 1 parti; 6 szervező egyesület |
| III.    | 1998. július 2–5.                   | Goethe Intézet, Közép-európai Egyetem | Dr. Orsós Éva, a Nemzeti és Etnikai Kisebbségi Hivatal elnöke                                                 |                                                                                 | 18.15: Közép-Európai Egyetem–Zrínyi u.–Szent István tér-Bajcsy Zs. út–Deák tér–Károly krt.–Kossuth L. u.–Szabad sajtó út–Váci u.–Vörösmarty tér (beszéd)–Vigadó u.–Belgrád rkp.–Petőfi tér |                                                                | 18 film, 1 könyvbemutató, 1 beszélgetés, 1 előadás, 2 parti, 4 kiállítás, 4 egyéb program |
| IV.     | 1999. július 1–4.                   | Közép-európai Egyetem + 2 további helyszín | Pető Iván |                                                                                 | 18:00: Közép-Európai Egyetem–Zrínyi u.–Bajcsy Zs. út–Károly krt.–Kossuth L. u.–Váci u.–Vörösmarty tér |                                                                | 42 film (köztük rövidfilmek), 2 beszélgetés, 7 kiállítás, 4 parti, 2 egyéb program; 3 szervező egyesület                                                                                               |
| V.      | 2000. június 29. – július 2.        | Trafó – Kortárs Művészetek Háza + 10 további helyszín                                                                                              | Rajk László, az SZDSZ budapesti elnöke                                                                        | „Le az álarccal!”                                                               | 18:00 (előtte petícióátadás a Parlamentnél): Szabadság tér–Bank u.–Bajcsy-Zs. út–Károly körút–Kossuth L. u.–Szabad sajtó út–Váci u.–Pesti Barnabás u.–Romkert |                                                                | 7 film, 1 beszélgetés, 7 parti, 4 egyéb program; 5 szervező egyesület |
| VI.     | 2001. július 5–8.                   | Blue Box mozi + 2 további helyszín | Tamás Gáspár Miklós                                                                                           | „édes Hazám, fogadj szivedbe, hadd legyek hűséges fiad!” (József Attila: Hazám) | 16.00: Felvonulási tér–Andrássy út–József A. u.–Eötvös tér–Vigadó tér |                                                                | 13 filmblokkban 16 film, 6 kiállítás, 3 beszélgetés, 6 műhely, 5 parti, 4 egyéb program |
| VII.    | 2002. június 27–30.                 | Gutenberg Művelődési Ház + 7 további helyszín | Demszky Gábor                                                                                                 |                                                                                 | 16.00: Felvonulási tér–Andrássy út–Erzsébet tér–Deák Ferenc tér–Astoria–Kossuth L. u.–Erzsébet híd–Tabán |                                                                | 25 film (terv szerint), 1 előadás, 13 beszélgetés, 4 parti, 4 kiállítás, 5 egyéb program |
| VIII.   | 2003. július 3–6.                   | Művész mozi + 10 további helyszín | Joke Swiebel, az EP holland képviselőnője (beszédet mondott még Gusztos Péter, Bill Schiller és Farid Müller) |                                                                                 | 15.00: Felvonulási tér–Andrássy út–Kiskörút–Kossuth L. u.–Erzsébet híd–Tabán (Kereszt u.) (A Budapest Parádé mintájára ekkor indultak először a menetet kísérő, a platójukon DJ-k közreműködésével zenét szolgáltató teherautók.) |                                                                | 17 filmblokkban 30 film, 14 beszélgetés és műhely, 2 előadás, 4 parti, 4 kiállítás, 4 egyéb program; 9 szervező egyesület                                                                              |
| IX.     | 2004. július 1–4.                   | Művész mozi + 5 további helyszín | Dr. Tabajdi Csaba EP-képviselő                                                                                | „A kapcsolatok sokszínűsége”                                                    | 15.00: Felvonulási tér–Andrássy út–József A. u.–Roosevelt tér–Lánchíd–Lánchíd u.–Tabán |                                                                | 21 film, 2 könyvbemutató és író-olvasó találkozó, 2 előadás, 2 beszélgetés, 2 műhely, 4 parti, 1 színdarab, 2 kiállítás, 1 egyéb program; 8 szervező egyesület                                         |
| X.      | 2005. július 7–10.                  | Művész mozi + 13 további helyszín | Göncz Kinga                                                                                                   | „Kívül szabadabb”                                                               | 17.30: Felvonulási tér – Andrássy út – József Attila u. – Roosevelt tér – Lánchíd – Lánchíd u. – Tabán |                                                                | 47 film, 4 színdarab, 5 előadás, 4 kerekasztal, 11 műhely, 4 kiállítás, 5 parti, 5 egyéb program; 13 szervező egyesület                                                                                |
| XI.     | 2006. június 22–25.                 | Művész mozi, Buddha Beach + 5 további helyszín | Ungár Klára                                                                                                   | „Együtt–élve–egyenlően”                                                         | 16:30: Felvonulási tér – Andrássy út – Oktogon – Deák tér – Astoria – Kálvin tér – Fővám tér – Buddha Beach |                                                                | 31 film, 12 beszélgetés, 2 könyvbemutató, 3 műhely, 4 kiállítás, 6 egyéb program, 6 parti (20 DJ) |
| XII.    | 2007. július 5–8.                   | Művész mozi, Buddha Beach + 6 további helyszín | Szetey Gábor                                                                                                  | „Ásó, kapa, nagyharang – egyenlő esélyeket a házassághoz!”                      | 15:45: Felvonulási tér – Andrássy út – Oktogon – Erzsébet krt. – Blaha Lujza tér – József krt. – Ferenc krt. – Boráros tér – Közraktár u. – Buddha Beach (Az ellentüntetők ekkor támadták meg először a menetet.) |                                                                | 26 film és egyéb programok |
| XIII.   | 2008. július 2–6.                   | Művész mozi, Fáklya Klub | Lévai Katalin                                                                                                 | „Egy család vagyunk!”                                                           | 16:00: Deák Ferenc tér – Andrássy út – Felvonulási tér (A leghevesebb támadások ebben az évben érték a menetet. A rendőrség ettől kezdve kordonokkal biztosította az útvonalat.) |                                                                | közel 50 film- és egyéb program |
| XIV.    | 2009. augusztus 30. – szeptember 6. | Művész mozi és más helyszínek | Nádasdy Ádám                                                                                                  | „tégy a sokszínűségért és az emberi jogokért”                                   | 13:00: Andrássy út – Kodály körönd – Oktogon – Opera – Erzsébet tér (A rendőrség erősített a védelmen.) | Archiválva 2011. május 3-i dátummal a Wayback Machine-ben      | |
| XV.     | 2010. július 3–11.                  | Művész mozi és más helyszínek | Györgyi Anna                                                                                                  | 15. Budapest Pride - Szabad.                                                    | Andrássy út – Kodály körönd – Oktogon – Opera – Erzsébet tér – Bajcsy-Zsilinszky út – Alkotmány utca – Kossuth tér | Archiválva 2011. június 5-i dátummal a Wayback Machine-ben     | |
| XVI.    | 2011. június 11–19.                 | Művész mozi és más helyszínek | Némedi Mari                                                                                                   | „Most te jössz!”                                                                | 15:00: Andrássy út – Kodály körönd – Oktogon – Opera – Erzsébet tér – Bajcsy-Zsilinszky út – Alkotmány utca – Kossuth tér | Archiválva 2009. július 1-i dátummal a Wayback Machine-ben     | |
| XVII.   | 2012. július 1–8.                   | Odeon-Lloyd, valamint Kino mozi és más helyszínek                                                                                                  | Majtényi László                                                                                               | „Jössz vagy jössz?”                                                             | 16:00: Andrássy út – Kodály körönd – Oktogon – Opera – Erzsébet tér – Bajcsy-Zsilinszky út – Alkotmány utca |                                                                | összesen 104 program, köztük 26 film vetítése, műhelybeszélgetések, koncertek, közösségi programok |
| XVIII.  | 2013. június 29. – július 7.        | Bálint Ház, Hátsó Kapu és 20 másik helyszín | Bán Zsófia | „Állj ki a jogaidért! Légy büszke magadra! Gyere ki a Pride-ra!”                | 16:00: Andrássy út – Kodály körönd – Oktogon – Erzsébet tér – Bajcsy-Zsilinszky út – Alkotmány utca – Honvéd utca – Olimpiai Park | [15]                                                           | összesen 71 program, műhelybeszélgetések, kiállítások, koncertek, közösségi programok |
| XIX.    | 2014. június 27. – július 6.        | Bálint Ház, Roham Bár | Heller Ágnes, Esterházy Péter, Lakner Zoltán                                                                  | "Budapest Pride 365: Most & mindennap"                                          | 16:00: Alkotmány utca – Nagymező utca – Oktogon – Kodály körönd – Városliget | [16]                                                           | műhelybeszélgetések, kiállítások, koncertek, közösségi programok, bulik |
| XX.     | 2015. július 3–12.                  | Holdudvar / Wonderland és egyéb helyszínek | Alföldi Róbert                                                                                                | „20 esztendőnk hatalom!” (József Attila: Tiszta szívvel – parafrázis)           | július 11. 15:30: a Nagymező utca és az Andrássy út találkozásától a Tabánig (Rekordszámúra, 20 ezer fősre duzzadt a menet.) |                                                                | előadások, műhelybeszélgetések, kiállítások, színházi produkciók, irodalmi estek, közösségépítő játékok                                                                                                |
| XXI.    | 2016. június 24. – július 3.        | New Orleans Music Club, Gödör klub, Ankert, Mika Tivadar Mulató, Dürer Kert, Bálint Ház és más helyszínek                                          | Steiner Kristóf, Kiss Tibor Noé                                                                               | "Velünk teljes!"                                                                | július 2. 15:00: Andrássy út vége a Hősők terénél – Nagymező utca – Alkotmány utca – Kossuth Lajos tér |                                                                | előadások, műhelybeszélgetések, kiállítások, színházi produkciók, irodalmi estek, közösségépítő játékok                                                                                                |
| XXII.   | 2017. június 30. – július 9.        | Tesla, Közép-európai Egyetem (CEU), Gödör klub, Ankert, Mika Tivadar Mulató, Dürer Kert, Művelődési Szint (MÜSZI), Auróra, Gólya és más helyszínek | Székely Kriszta, Parti Nagy Lajos, Vay Blanka                                                                 | "Szabad-e vagy?"                                                                | július 8. 15:00: Kossuth tér – Alkotmány utca – Bajcsy Zsilinszky út – Erzsébet tér – József Attila utca – Széchenyi István tér - Széchenyi lánchíd – Clark Ádám tér – Várkert Bazár (Megközelítőleg 22-23 ezer ember vonult fel. Az útvonal rugalmasabb tervezhetősége miatt a menetet a kamionok helyett ismét a kisebb méretű teherautók kísérik.) |                                                                | előadások, műhelybeszélgetések, kiállítások, színházi produkciók, irodalmi estek, közösségépítő és érzékenyítő játékok                                                                                 |
| XXIII.  | 2018. június 8. – július 8.         | Budapest, Győr, Szeged, Pécs, Debrecen, Miskolc | Horváth Noé, Enyedi Ildikó, Árvai Péter                                                                       | "Merj nagyot álmodni!"                                                          | július 7. 14:00: Városligeti fasor – Felsőerdősor utca – Andrássy út – Nagymező utca – Alkotmány utca – Kossuth Lajos tér (A rendőrség már az ellentüntetők köré épített kordonokat.) |                                                                | először egy hónapon át, a fővárosi mellett vidéki programok, tájékoztató előadások, műhely-beszélgetések, kiállítások, színházi előadások, filmvetítések, irodalmi estek, koncertek, bulik             |
| XXIV.   | 2019. június 7. – július 7.         | Budapest, Budakalász, Debrecen, Miskolc | Nagy Szilvia, Farkas Franciska, Ónodi Adél, Pusztai Olivér, Kanicsár Ádám, Molnár Áron "NoÁr"                 | "Van egy közös a történetünkben"                                                | július 6. 15:00: Kossuth Lajos tér - Falk Miksa utca - Markó utca - Bajcsy Zsilinszky út - József Attila utca - Széchenyi istván tér - Apáczai Csere jános utca - Március 15. tér (A felvonuláson a rendőrség ismét az ellentüntetők köré épített kordonokat. Előtte azonban szélsőjobboldali aktivisták több zártkörű eseményt is erőszakosan megzavartak a fesztivál folyamán. A rendőrség ezeken passzivitást tanúsított és érdemben nem avatkozott be.) |                                                                | másodszor egy hónapon át, a fővárosi mellett vidéki programok, tájékoztató előadások, műhely-beszélgetések, kiállítások, színházi előadások, filmvetítések, irodalmi estek, koncertek, bulik, piknikek |
| XXV.    | 2020. augusztus 14–23.              | Budapest, Pécs, Debrecen, Szeged | – | "Vedd vissza a jövőd!"                                                          | A felvonulás és azt azt követő Rainbow Party a koronavírus járvány miatt elmaradt. A szervezők alternatív programokkal helyettesítették. | Archiválva 2020. augusztus 8-i dátummal a Wayback Machine-ben  | tematikus nap, filmmaraton, műhely-beszélgetések, színházi előadások, kiállítások, futóverseny, kirándulások, társasjáték, piknik                                                                      |
| XXVI.   | 2021. június 25. – július 25.       | Budapest, Pécs, Debrecen, Szeged, Badacsony | Hadas Kriszta, Nagypál Orsolya, Setét Jenő                                                                    | "Vedd vissza a jövőd!"                                                          | július 24. 15:00: Madách Imre tér - Kiskörút - Szabadság híd - Szent Gellért rakpart - Döbrentei tér - Tabán (A meneten vonulók száma elérte a 35 ezer főt.) | Archiválva 2020. augusztus 8-i dátummal a Wayback Machine-ben, | műhely-beszélgetések, filmmaraton, bulik, piknikek, tematikus napok, kirándulások, sportversenyek, színházi előadások, kiállítások                                                                     |
| XXVII.  | 2022. június 24. – július 24.       | Budapest, Pécs, Debrecen, Tatabánya, Szeged | Péterfy-Novák Éva, Nyári Luca, Závada Péter, Beck Zoltán                                                      | "Vedd vissza a jövőd!"                                                          | július 23. 15:00: Dráva utca - Pesti alsó rakpart - Zoltán utca - Szabadság tér (A meneten vonulók száma ismét 35 ezer fő volt.) | Archiválva 2020. augusztus 8-i dátummal a Wayback Machine-ben, | műhely-beszélgetések, filmvetítések, bulik, piknikek, önismereti programok, kirándulások, sportversenyek, színházi előadások, kiállítások                                                              |
| XXVIII. | 2023. június 16. – július 16.       | Budapest, Kecskemét, Pécs, Debrecen, Szeged | David Pressman, Papp Éva, Grecsó Krisztián, Szilágyi Liliána, Márton Joci                                     | "Vedd vissza a jövőd!"                                                          | július 15. 14:00: Vajdahunyad vára előtti füves terület - Hősök tere - Andrássy út - Oktogon - Teréz körút - Király utca - Lövölde tér - Felsőerdősor utca - Kodály körönd - Andrássy út - Hősök tere - Vajdahunyad vára előtti füves terület | Archiválva 2020. augusztus 8-i dátummal a Wayback Machine-ben, | műhely-beszélgetések, filmvetítések, bulik, piknikek, önismereti programok, kirándulások, sportversenyek, színházi előadások, kiállítások                                                              |
| XXIX.   | 2024. június 7. – július 23.        | Budapest, Pécs, Debrecen | Nagy Zsolt, Raskó Eszter                                                                                      | "Vedd vissza a jövőd!"                                                          | június 22. 14:00: Podmaniczky utca - Bajcsy Zsilinszky út - Andrássy út - Hősök tere - Vajdahunyad vára előtti füves terület | ,                                                              | két hétre rövidítve, műhely-beszélgetések, filmvetítések, bulik, piknikek, önismereti programok, kirándulások, sportversenyek, színházi előadások, kiállítások                                         |
| XXX.    | 2025. június 6. – június 29.        | Budapest, Szeged, Budaörs | Tarr Béla, Kupihár Rebeka, Gryllus Dorka, Lilu                                                                | "Itt(hon) vagyunk!"                                                             | június 28. 15:00: Városháza park - Károly körút - Kossuth Lajos utca - Erzsébet híd - Szent Gellért rakpart - Műegyetem rakpart (A külföldről és belföldről egyaránt rendkívüli érdeklődéssel kísért, a szervezők szerint több mint 200 ezer fős menetet a Fővárosi Önkormányzat a Szivárvány Misszió Alapítvánnyal közösen "Budapest Büszkeség" néven, a szovjet csapatok kivonulására 1991 óta emlékező Budapesti Búcsú rendezvénysorozattal összevonva tartotta meg. Az önkormányzati rendezvényekre nem vonatkozik a gyülekezési törvény áprilisi korlátozása.) | ,                                                              | nemzetközi konferencia, könyvbemutató, műhely-beszélgetések, filmvetítések, bulik, piknikek, sportversenyek, színházi előadások, kiállítások                                                           |

Megjegyzések:
- A fesztiválokon vetített filmek számába az esetleges ismételt vetítések nincsenek beleszámítva.
- Az egyéb programok közé tartozik többek között Kertbeny Károly sírjának megkoszorúzása, ökumenikus és zsidó istentisztelet (Sáchárit), a Pink Piknik hagyományát tovább örökítő Labrisz piknik, utcabálok stb.

### Fontosabb fogalmak, kifejezések
- Az LMBTQ közösséggel és a társadalmi nemekkel kapcsolatos legújabb fogalomgyűjtemény
- Karsay Dodó, Virág Tamás - Kérdőjelek helyett / LMBTQI-Kisokos a médiának útmutató (Magyar LMBT Szövetség, 2015) ISBN 978-963-12-2728-4